# Canon EOS 20D
10D 30D
Le Canon EOS 20D (et son dérivé 20Da) est un appareil photographique reflex numérique semi-professionnel de 8,2 mégapixels commercialisé par Canon en 2004.
Cet appareil appartient à la gamme Canon EOS (Electro Optical System). Il est le successeur de l'EOS 10D et le prédécesseur de l'EOS 30D.

## Description technique
Outre un capteur de 8,2 millions de pixels carrés de 6,4 microns de côté (définition de 3522 × 2348 pixels, dimensions 22,5 × 15,0 mm), le 20D possède des améliorations par rapport au 10D. L'allumage est instantané, alors qu'il est de plus de 2 secondes sur le 10D), l'autofocus plus rapide sur 9 points (contre 7 points sur le 10D), l'obturateur est plus performant avec 1/8000 s et surtout une synchro flash au 1/250 s. Le 20D utilise un accumulateur lithium-ion de 7,4 V ce qui assure une autonomie de plus de 700 photos avec flash à 50 % avec le modèle BP-511a. L'obturation est beaucoup plus bruyante que sur le 10D, les modèles ultérieurs à ce dernier font tous autant de bruit. 
Il permet d'enregistrer les images en RAW (.CR2) 8 bits ou en JPEG (compression 8 en qualité L). Les fichiers RAW pèsent de 6 à 8 Mo voire 9 Mo et les fichiers JPEG de 1,5 à 3 Mo voire 4 Mo. Le mode de prise de vues en rafale permet une vitesse de 5 vps en autofocus One Shot (non prédictif) avec un cache de 23 vues en JPEG et 6 vues en RAW (.CR2). Les images peuvent être enregistrées dans les espaces couleurs sRVB ou Adobe RVB, les modes RAW et Adobe RVB sont présents uniquement dans la « zone de création » (modes P, Av, Tv, M et A-DEP).
Compatible avec les objectifs Canon EF/EF-S, le premier appareil de cette gamme à être compatible EF-S, et les flashes Speedlite EX (appareil de type A). Mesure au flash E-TTL II avec prise en compte de la distance. 
Le viseur couvre 95 % du champ, et l'écran LCD de 4,1 cm de diagonale affiche 118 000 pixels.
Le modèle ne bénéficie ni du système de nettoyage de capteur automatique, ni de la mesure spot, à l'inverse du 30D.
Le processeur d'images est le DIGIC II. L'enregistrement est fait sur des cartes CompactFlash I ou II de 16 MB à + de 2 GB (sans gestion des très hautes vitesses, l'appareil écrit à 4 ou 5 Mo/s, ce qui provoque une lenteur assez importante en utilisant le format RAW en rafales). Compatible PictBridge et BubbleJet.
La griffe du flash est en acier et est peinte en noir, le boîtier est en alliage d'acier et magnésium, certaines pièces (les boutons et les molettes par exemple) sont en plastique, l'obturateur est à rideaux métalliques.

### Version 20Da
Cette version est conçue spécifiquement pour l'astrophotographie : elle utilise un filtre infrarouge modifié pour laisser passer une bonne partie de la raie H-alpha de l'hydrogène émise par certaines nébuleuses, ainsi qu'un mode de visée vidéo par l'écran arrière.